# Macedoni Vicari d'Àfrica
Macedoni Vicari d'Àfrica (en llatí Macedonius Vicarius Africae, en grec Μακεδόνιος) va ser un magistrat romà, vicari d'Àfrica al començament del segle v.
Va ser amic i corresponsal d'Agustí d'Hipona que el descriu com a persona eminent. Es conserven dues cartes seves a Agustí, amb les respostes.